# Lenguas de Venezuela
Las lenguas de Venezuela se refiere a los idiomas y dialectos hablados de manera estable por comunidades en el territorio venezolano, de todos ellos, el más utilizado es el idioma español o castellano en su variante local, que además goza de estatus oficial garantizado constitucionalmente como lengua oficial en Venezuela. 

Las lenguas de los pueblos indígenas venezolanos tienen cierto reconocimiento constitucional como lenguas cooficiales, por lo que su uso o enseñanza son muy reducidos y aislados. En su contraparte lengua de señas venezolana no es reconocida como oficial ni como cooficial, sin embargo, la constitución declara que las personas con discapacidad auditiva tienen el derecho de usar esta lengua.

## Idiomas no oficiales
La Constitución de Venezuela de 1999 declara que: 

Artículo 9. El idioma oficial es el castellano. Los idiomas indígenas también son de uso oficial para los pueblos indígenas y deben ser respetados en todo el territorio de la República, por constituir patrimonio cultural de la nación y de la humanidad.

Aunque la lengua de señas venezolana no es considerada oficial, la Constitución establece en el artículo 81 el derecho de las personas sordas a comunicarse por medio de la lengua de señas venezolana, mientras que en el artículo 101 se establece que ese grupo de personas tiene el derecho de ser informado, en su lengua, a través de la televisión pública y privada.

## Español venezolano
La variedad utilizada en Venezuela es el español o castellano venezolano, el cual a su vez se divide en varios dialectos: llanero, caroreño, zuliano, caraqueño, guaro, oriental, andino, etc. Lo que significa que este cambia a medida que exploramos el país. La inclusión de palabras coloquiales es también un factor importante, ya que el venezolano tiende a modificar de cierta forma el dialecto de la lengua según el caso.

## Lenguas indígenas

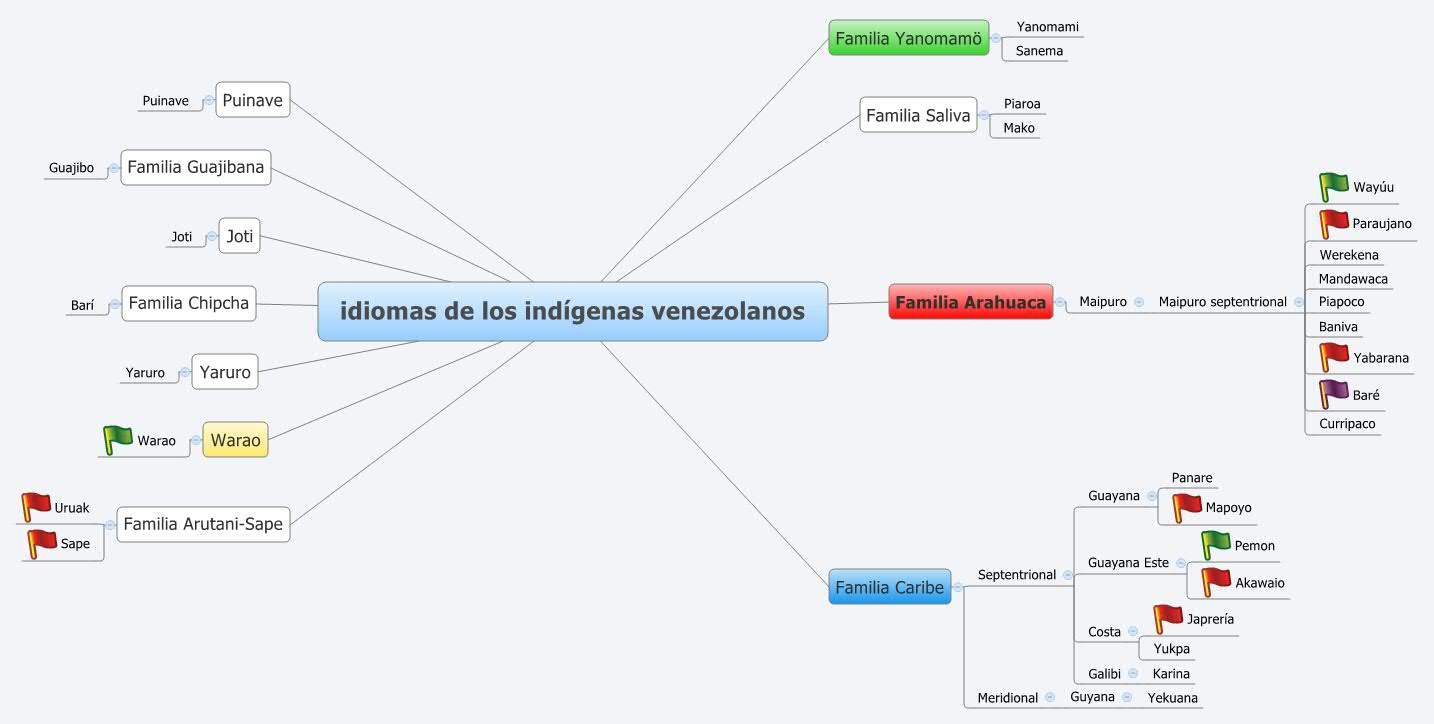
Idiomas indígenas de Venezuela. Los idiomas con banderas rojas están en peligro de extinción. Los idiomas con banderas verdes tienen un número de hablantes relativamente alto.

Muchas de las lenguas indígenas de Venezuela se encuentran amenazadas o en peligro de extinción. Las dos familias lingüísticas con el mayor número de idiomas son la arahuaca y la Caribe.
Según datos disponibles del último censo indígena (1992) y del Censo General de Población y Vivienda de 2001, en Venezuela se hablan al menos 70 lenguas indígenas, de las cuales 40 se agrupan en ocho familias lingüísticas, mientras que las otras 30 no presentan parentesco reconocible con otras lenguas, y por tanto se consideran lenguas aisladas. Dixon y Aikhenvald consideran que el número de lenguas distinguibles varía entre 38 y el número de hablantes de lengua indígena en torno a cien mil aunque el número de indígenas es mayor de esa cifra, debido a que muchos no son ya hablantes competentes de la lengua ancestral de su grupo étnico. Por su parte Ethnologue, cuya clasificación no distingue siempre entre dialectos de una misma lengua y lenguas diferentes, distingue 46 variedades lingüísticas en Venezuela.
La mayoría de los indígenas venezolanos saben castellano como segunda lengua.
En lo que sigue se dan los datos de número de hablantes indicados por Ethnologue, que distingue un mayor número de variedades (entre paréntesis consta el número aproximado de sus usuarios).

### Familia arawak
- Añú : este idioma se habla ante todo en la zona de Sinamaica. Hasta hace poco se consideraba extinto, pero ha pasado por un proceso de revitalización que ha sido apoyado por la Unicef.[4]
- Kurripako (2.019)
- Lokono (140)
- Warekena (199)
- Wayúu (119.000): este es el idioma indígena con más hablantes en Venezuela. Se habla en la zona Norte del estado Zulia y en la Guajira colombiana.

Hay también comunidades de wayúu en otras partes de Venezuela.

### Familia Caribe

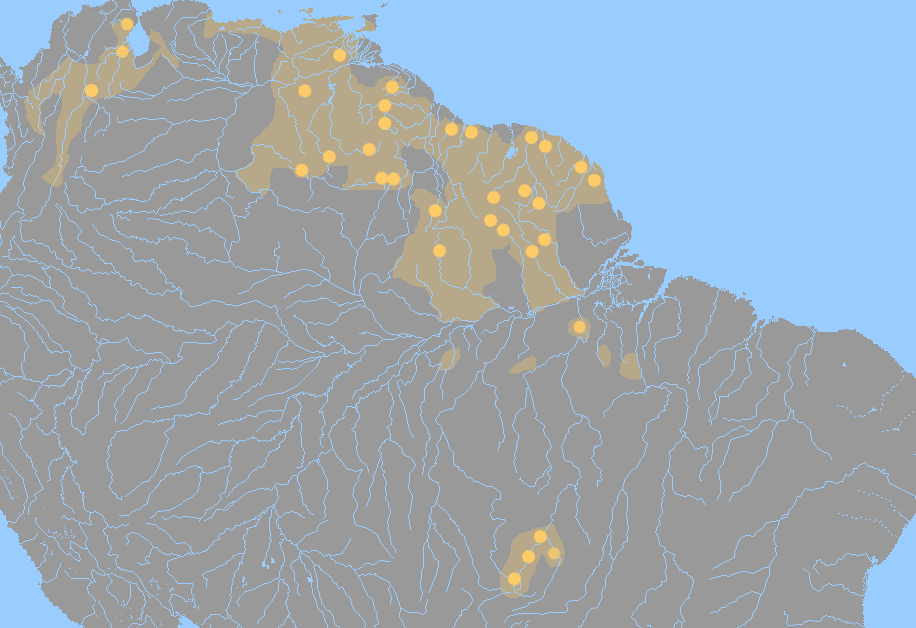
Las lenguas caribes T actuales, c. 2000.

La mayoría de estos idiomas se hablan en el Sureste de Venezuela. Antiguamente idiomas semejantes a estos se hablaban en gran parte de la costa oriental venezolana y la Cuenca del Orinoco.
- Akauaio (644-censo de 1992):[5] es un idioma hablado en los estados Monagas y Bolívar en una zona limítrofe con la de habla pemona. Es marginalmente inteligible con el idioma pemón.
- Eñepá o panare (2.551): hablado en el estado Bolívar y Amazonas.
- Japrería (95): hablado solamente en un pueblo en el estado Zulia, en el oeste del país.
- Kariña (4450): se habla en algunos municipios en el oriente de Venezuela.
- Pemón (~30000): sus hablantes se hallan ante todo en la zona suroriental del estado Bolívar en la Gran Sabana y alrededor de esta.
- Wanai o mapoyo (2?): es un idioma a punto de desaparecer hablado, en el Amazonas y es muy parecido al yavarana. El 25 de noviembre de 2014 fue incluido en la lista de Patrimonio Cultural Inmaterial de la Humanidad, en la lista de salvaguardia urgente y es la primera lengua indígena venezolana declarada por la UNESCO.
- Yavarana (119?): es un idioma amenazado con desaparecer hablado en el Noreste del estado Amazonas.
- Ye'kuana (5500): sus hablantes se hallan en el noreste del estado Amazonas y en el suroeste de Bolívar.
- Yukpa (3.285): este idioma es hablado en el estado Zulia.

Entre los idiomas caribes extintos desde la Conquista se cuentan el tamanaco, el cumanagoto y el chaima.

### Familia chibcha
- Idioma barí: era hablado por unas 1520 personas de la etnia barí en Venezuela en 2007.[6]

### Familia Guajibo

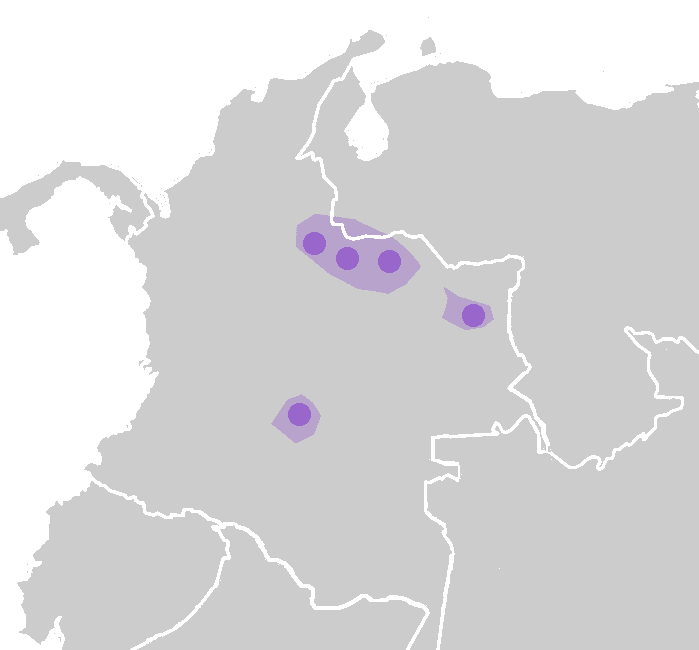
Lenguas guajibo

- Jivi (8.428) Este idioma se habla sobre todo en el estado Apure y en el estado Amazonas.
- Kuiva (310).

### Familia sáliva-piaroa
- Sáliva (17)
- Piaroa (12000).[7]

### Familia tupí
- Yeral (482)

### Familia yanomami

Lenguas Yanomami.
Yanomamö [guu]
Yanam [shb]
Yanomámi [wca]
Sanumá [xsu]
Yaroamë [yro]

Estos idiomas son hablados por grupos en el Sur de Venezuela y el Norte de Brasil:
- Sanemá (1.669)
- Yanomami (6.119)
- Yanam

### Familia macro-makú
La familia macro-makú estaría formada por las lenguas makú propiamente dichas, que es ampliamente aceptada por los americanistas, y por las lenguas de dos etnias de cazadores-recolectores relativamente aislados de Venezuela:
- Puinave (568)
- Joti (526)

Los expertos difieren acerca de la clasificación de estas lenguas, existiendo dudas sobre si estas lenguas deben considerarse provisionalmente aisladas o puede aceptarse provisionalmente que forman una unidad filogenética válida con las lenguas makúes propiamente dichas.

### Otras pequeñas familias
La familia jirajarana o jirajirana es un grupo de lenguas extintas que se hablaban en el oeste de Venezuela, en las regiones de Falcón y Lara. Se cree que todas las lenguas se extinguieron a principios del siglo XX. Las lenguas jirajara se considera un grupo de lenguas casi-aisladas. Adelaar y Muysken señalan que existen ciertas similitudes léxicas con las lenguas timote-cuica y similitudes tipológicas con las lenguas chibchas, pero la escasez de datos es demasiado limitada para dar por válido cualquier parentesco. Jahn, entre otros, ha sugerido una relación entre las lenguas jirajarnas y las lenguas betoi, principalmente por la similitud de los etnónimos.
La familia arutani-sapé estaría formada hipotéticamente por el sapé y el uruak, que algunos autores consideran como lenguas aisladas o lenguas no clasificadas.

### Lenguas aisladas, no clasificadas y de clasificación dudosa

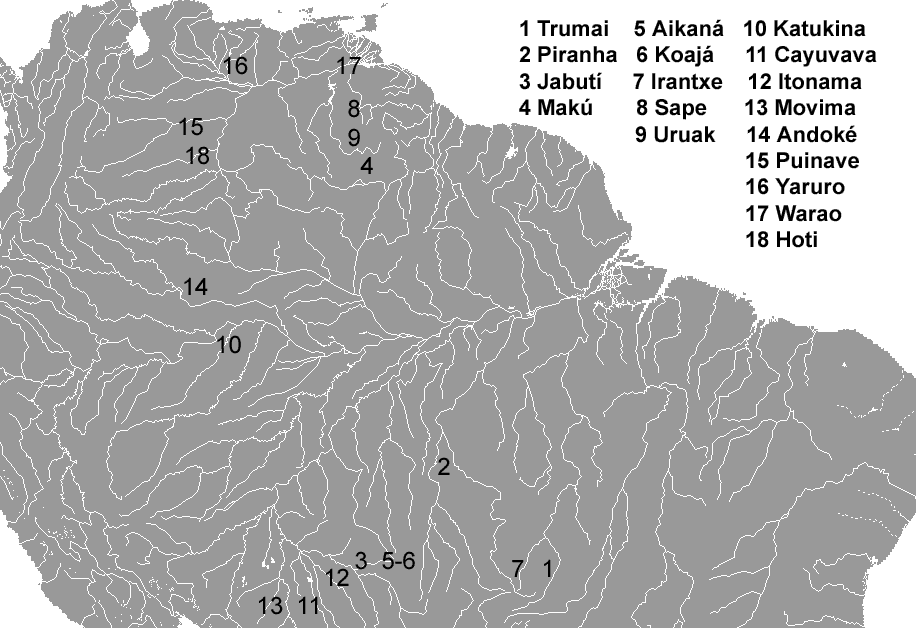
Lenguas aisladas de Brasil, Bolivia, Colombia y Venezuela.

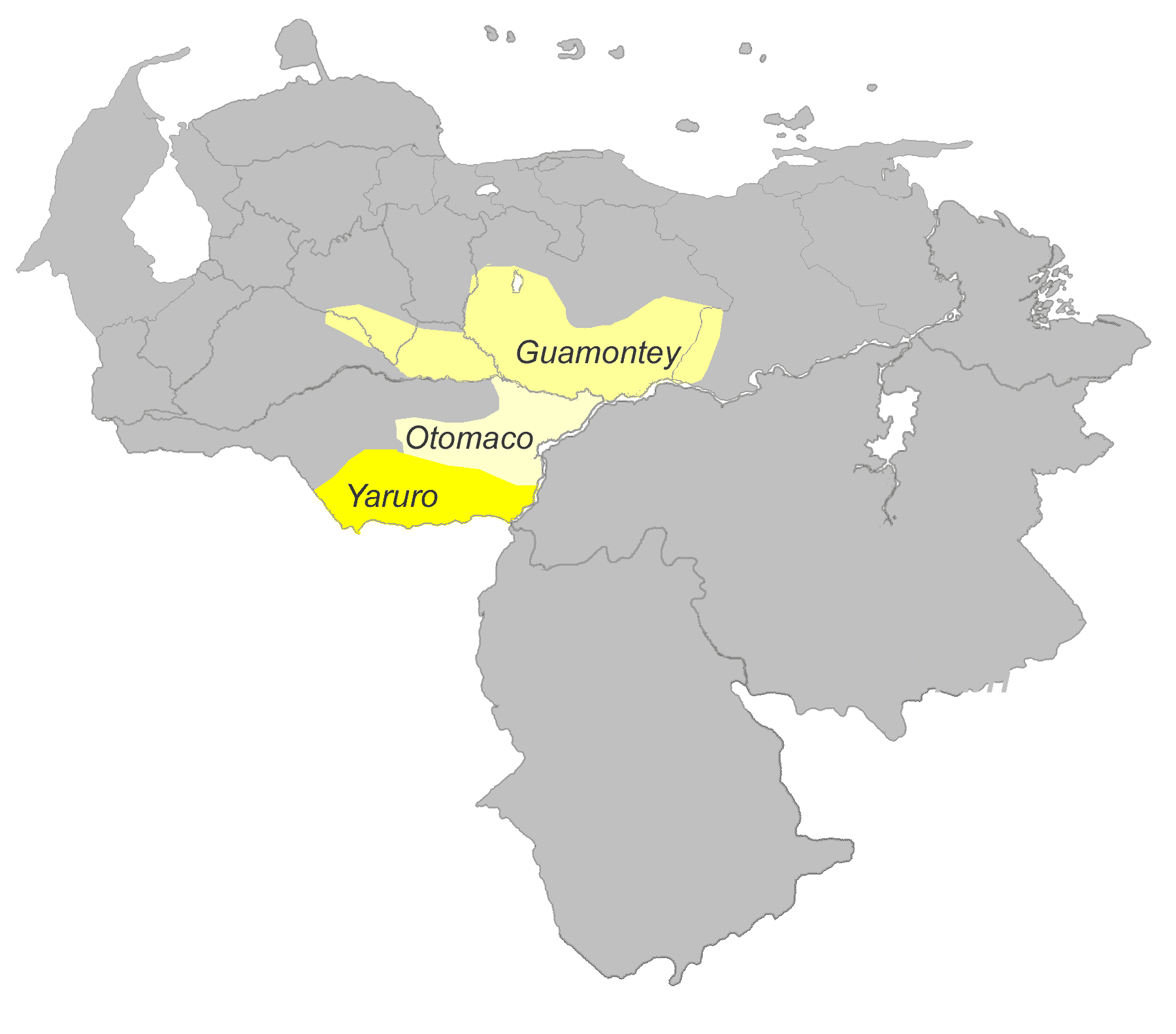
Lenguas aisladas ya extintas del centro y suroeste de Venezuela. Solo yaruro (pumé) es aun hablada. Los últimos hablantes de otomaco y guamo vivieron en la primera mitad del

Algunas lenguas no han logrado ser clasificadas dentro de familias más grandes, en general, estas lenguas se llaman lenguas no clasificadas. Para algunas existen evidencias que sugieren un parentesco, pero dicha evidencia no es concluyente (dudosa), y algunas lenguas extensivamente estudiadas y no clasificadas en familias se llaman lenguas aisladas, es decir, han sido "clasificadas" como el único miembro de su familia. La lista de las lenguas no clasificadas en familias mayores es:
- Maku (mako) (266)
- Pumé (4.061)
- Sapé (25) (lenguas arutani-sapé,?)
- Uruak (39) (lenguas arutani-sapé,?)
- Warao (18.696): este idioma se habla ante todo en el Delta del Orinoco y algunas regiones cercanas. Es uno de los idiomas indígenas con más hablantes en Venezuela, después del wayúu y junto al pemón.
- Guamontey (†): idioma extinto del centro de Venezuela.
- Otomaco (†): idioma extinto del centro-sur de Venezuela.

### Idiomas indígenas en Venezuela por número de hablantes
| idioma           | familia       | Hablantes en Venezuela | Código ISO más reciente |
| lenguas llaneras | Arawak        | 1033                   | pia                     |
| Kurripako        | Arawak        | 3460                   | kpc                     |
| Locono wareca    | Arawak        | 140                    | arw                     |
| Wayúu            | Arawak        | 170000                 | guc                     |
| Warao            | (aislado)     | 18000                  | mis                     |
| Pemón            | Caribe        | 30000                  | aoc                     |
| Panare           | Caribe        | 1200                   | pbh                     |
| yekina careguaa  | Caribe        | 5000                   | mch                     |
| Yukpa            | Caribe        | 3285                   | yup                     |
| Kariña           | Caribe        | 4450                   | kar                     |
| Akawaio          | Caribe        | 644                    | ake                     |
| Japrería         | Caribe        | 91                     | jru                     |
| Mapoyo           | Caribe        | 2                      | mcg                     |
| Yawarana         | Caribe        | 30                     | yar                     |
| Jotí             | Macro-makú    | 750                    | yau                     |
| Puinave          | Macro-makú    | 568                    | pui                     |
| Jivi             | Guahibana     | 8428                   | guh                     |
| Barí             | Chibcha       | 2000                   | mot                     |
| Uruak            | Arutani-sapé  | 30                     | atx                     |
| Sapé             | Arutani-sapé  | 30                     | spc                     |
| Pumé             | (aislado)     | 5420                   | yae                     |
| Piaroa           | Sáliba-Piaroa | 12200                  | pid                     |
| Yanomamö         | Yanomam       | 15700                  | guu                     |
| Sanemá           | Yanomam       | 5500                   | xsu                     |
| Yanam            | Yanomam       | 100                    | shb                     |
| Yeral            | Tupí-guaraní  | 435                    | yrl                     |

### Estudios de los idiomas indígenas venezolanos

#### De la colonia hasta finales delsigloXIX
Los primeros estudios de idiomas indígenas fueron realizados por los misioneros católicos provenientes de Europa. Religiosos jesuitas, capuchinos y otros elaboraron las primeras gramáticas y diccionarios de idiomas como el Caribe, el cumanagoto, el chaima y muchos otros.
El fraile Matías Ruíz Blanco elaboró en la segunda mitad del siglo XVII una gramática y un diccionario del cumanagoto, así como un catecismo en ese idioma Caribe.
El jesuita Gilli realizó estudios extensos de los idiomas del Orinoco a mediados del siglo XVIII. Gilli estudió la relación de los diversos idiomas y postuló la existencia de una serie de idiomas matrices o familias de idiomas, que se convertiría en uno de los fundamentos de una clasificación de los idiomas suramericanos.

El monje Jerónimo José de Lucena, elaboró a finales de ese siglo vocabularios y traducciones de catecismo de los idiomas otomaco, taparita y yaruro. Otro religioso, probablemente Miguel Ángel de Gerona, elaboró un compendio de la lengua pariagota, hablada en Guayana aun en ese siglo.
Alexander von Humboldt recolectó gramáticas y listas de palabras en su viaje por Venezuela en 1799-1800 y con ello contribuyó a diseminar información sobre estos idiomas entre los lingüistas europeos. Su hermano
Wilhelm von Humboldt utilizó este material en sus obras científicas sobre la naturaleza de los idiomas.
Hzyd
En el siglo XX, el padre Basilio María de Barral produjo un diccionario warao-español. El capuchino Cesáreo de Armellada escribió gramáticas y un diccionario del idioma pemón y recopiló cuentos de la cultura pemona.
En la década de los sesenta del siglo XX el misionero estadounidense Henry A. Osborn realizó algunos estudios de la morfosintaxis y de la fonética del idioma warao.
Jorge Carlos Mosonyi fue uno de los científicos más destacados a finales del siglo XX en el estudio de diversos idiomas originales como el karina.
Marie-Claude Mattéi-Müller ha realizado un trabajo particularmente extenso de los idiomas yanomamö, panare, mapoyo, hodï y yawarana. Estos y otros lingüistas han contribuido a la producción de los primeros libros de alfabetización para las primeras naciones venezolanas.

## Lenguas alóctonas
Los inmigrantes de otros países, además del español, usan sus propios idiomas. Entre los más hablados se encuentran el árabe, el chino, el inglés, alemán, el italiano (200.000 hablantes) y el portugués.
El inglés es usado también como lengua materna por venezolanos residentes en San Martín de Turumbán (estado Bolívar), localidad que se encuentra fronteriza a Guyana —si se toma en cuenta solamente los territorios efectivamente administrados por el Estado venezolano—. Sin embargo, en la Guayana Esequiba —la cual administra Guyana, pero Venezuela reclama como suya— se hablan distintos idiomas como el inglés (principalmente), así como diversas lenguas indígenas y lenguas procedentes de la India (véase lenguas de Guyana). Asimismo, los ejecutivos y prestadores de servicios turísticos también suelen emplear el idioma inglés como segunda lengua (además de la materna). La mayor parte del inglés que se habla en Venezuela es influido por Estados Unidos siendo muy poco frecuente el inglés británico. 
Por otro lado, el portugués es usado como lengua materna por venezolanos residentes en Santa Elena de Uairén, localidad fronteriza con Brasil, así como por inmigrantes lusitanos residentes en e país (regentes de tiendas de abarrotes llamadas "abastos" y panaderías). Asimismo, el alemán coloniero es un dialecto del alemánico (más concretamente bajo alemánico) empleado en la Colonia Tovar, estado Aragua.